# Norbert Nagy
Norbert Nagy (ur. 23 grudnia 1994 roku) – węgierski kierowca wyścigowy.

## Kariera
Nagy rozpoczął karierę w międzynarodowych wyścigach samochodowych w 2013 roku od startów w Single Make Trophy European Touring Car Cup. Z dorobkiem 32 punktów uplasował się na siódmej pozycji w klasyfikacji generalnej. Rok później kontynuował starty w klasie Super 2000 TC2 European Touring Car Cup, a także dołączył do stawki World Touring Car Championship z hiszpańską ekipą Campos Racing. Podczas dwóch wyścigów w Belgii uplasował się odpowiednio na 20 i 18 pozycji.